# 郭則壽
郭則壽（1883年—1943年），原名則恆，字孝孜，號舜卿，道號性彬。福建省侯官縣（今福州）人，比利時大學畢業，法政科進士。

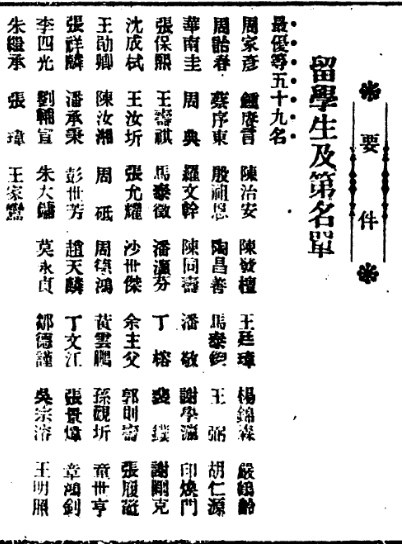

## 生平
- 宣統三年（1911年）九月，經學部驗看考試，得82分[1]，列最優等，賞給法政科進士。[2]
- 福建省參議員
- 中國銀行福州支行行長

## 著述
《臥虎閣詩集》